# Edward Lovett Pearce
Edward Lovett Pearce  (1699–1733), arquitecto irlandés, y el mayor exponente del palladianismo en Irlanda.  